# 연관통
연관통(聯關痛, 영어: referred pain 또는 reflective pain)은 통증이 있는 자극 부위가 아닌 다른 위치에서 인지되는 통증이다. 심근 경색으로 인한 협심증의 경우가 대표적인 예로서 부상 부위인 흉부보다는 목, 왼쪽 어깨, 등의 왼쪽에서 통증을 느끼는 경우가 많다. 국제 통증 연구 협회( International Association for the Study of Pain )는 공식적으로 이 용어를 정의하지 않았다. 따라서 여러 저자가 다르게 정의했다.
방사통은 연관통과 약간 다르다. 예를 들어, 심근경색과 관련된 통증은 연관되거나 가슴에서 방사되는 통증일 수 있다. 연관 통증은 통증이 관련된 기관에서 멀리 떨어져 있거나 인접해 있는 경우이다. 예를 들어 턱이나 왼팔 에만 통증이 있고 가슴에는 통증이 없는 경우이다. 연관 통증은 1880년대 후반부터 설명되었다. 주제에 대한 문헌의 증가에도 불구하고 연관 통증의 생물학적 메커니즘 은 알려져 있지 않지만 몇 가지 가설이 있다.

## 특징
- 관련 통증의 크기는 진행 중인/유발된 통증의 강도 및 기간과 관련이 있다.[1]
- 시간적 합산 은 연관 근육통의 생성에 대한 강력한 메커니즘이다.[1]
- 중추 과흥분성은 연관 통증의 정도에 중요하다.[1]
- 만성 근골격계 통증이 있는 환자는 실험적 자극에 대한 참조 통증 영역을 확대했다.  연관 근육통의 근위 확산은 만성 근골격계 통증이 있는 환자에서 볼 수 있으며 건강한 사람에서는 매우 드물다.[1]
- 양식별 체성감각 변화는 평가를 위한 다중 모드 감각 테스트 체제를 사용하는 것의 중요성을 강조하는 관련 영역에서 발생한다.[1]
- 연관 통증은 종종 근원과 같은 신체의 측면에서 경험되지만 항상 그런 것은 아니다.[2]

## 기전
연관 통증에 대해 몇 가지 제안된 메커니즘이 있다. 현재 어느 것이 옳은지에 대한 명확한 합의는 없다. 심장의 일반 내장 감각 통증 섬유는 교감 신경을 따라 척수로 돌아가고 흉추 후근 신경절 1-4(5)에 세포체가 있다. 일반적으로 흉부와 복부에서 일반 내장 구심성(GVA) 통증 섬유는 교감 신경 섬유를 따라 신경절 전 교감 신경 섬유를 생성한 동일한 척수 분절로 되돌아간다. 중추 신경계(CNS)는 흉추 척수 분절 1-4(5)에 의해 공급되는 신체의 체성 부분에서 오는 것으로 심장으로부터의 통증을 감지한다. 전통적으로 심근경색과 관련된 통증은 심장이 실제로 위치하는 가슴의 중앙 또는 왼쪽에 위치한다. 통증은 턱의 왼쪽과 왼쪽 팔로 퍼질 수 있다. 심근경색증은 드물게 연관통으로 나타날 수 있으며 이는 일반적으로 당뇨병 환자나 고령자에게서 발생한다 또한, 체벽 및 상지의 이 영역의 피부 분절은 동일한 후근 신경절(T1-5)에 뉴런 세포체를 갖고 척수 분절(T1-5)의 동일한 2차 뉴런에 시냅스를 갖는다. 심장에서 오는 일반 내장 감각 섬유. 중추신경계는 통증이 체벽에서 오는 것인지 내장에서 오는 것인지 명확하게 구분하지 못하지만 체벽의 어딘가에서 오는 것으로 인식한다. 즉, 흉골하 통증, 왼팔/손 통증, 턱 통증이다.

## 예
| 위치               | 설명 |
| ------------------ | --- |
| 윗가슴/왼쪽 팔다리 | 심근 허혈 (심장 근육 조직의 일부로의 혈류 손실)은 연관 통증의 가장 잘 알려진 예일 수 있다. 감각은 제한된 느낌으로 가슴 상부에서 발생할 수 있으며, 왼쪽 어깨, 팔 또는 손에도 통증이 나타날 수 있다. |
| 머리               | " 아이스크림 두통 " 또는 "뇌동결"은 연관통의 또 다른 예이며, 모세혈관의 급속한 냉각 및 재가온으로 인해 목구멍과 입천장의 미주신경 또는 삼차신경 이 각각 통증 신호를 전달한다.                      |
| 일반적인           | 환상 사지 통증, 연관 통증의 한 유형은 상실된 사지 또는 사람이 더 이상 물리적 신호를 받지 못하는 사지 통증이다. 절단 환자와 사지 마비 환자가 거의 보편적으로 보고하는 경험이다.                     |
| 견갑골의 오른쪽 끝 | 간, 담낭 |
| 배꼽               | 난소의 통증 |
| 왼쪽 어깨          | 흉부 횡격막, 비장 ( Kehr's sign ), 폐 |
| 뒤                 | 요통 |
| 손바닥             | 팔뚝에서 시작된 문제는 팔뚝이 아니라 손바닥에서 느껴질 수 있다. |

## 같이 보기
- 내장통
- 일반내장들신경섬유